# Jing-Jin-Ji
A chamada Região Metropolitana de Jingjinji ou Jing-Jin-Ji (JJJ), também Beijing-Tianjin-Hebei (BJ-TJ-HB), anteriormente "Zona Econômica Capital", é a região da capital nacional da República Popular da China. É a maior região megalópole urbanizada do norte da China. Refere-se a uma região econômica que compreende os municípios de Pequim e Tianjin, ao longo da costa do Mar de Bohai. A região está sendo construída como uma zona metropolitana ao norte que rivaliza com a região do Delta do Rio das Pérolas no sul e do Delta do Rio Yangtzé ao leste. Em 2016, Jing-Jin-Ji tinha uma população total de 112 milhões de habitantes, sendo tão populosa quanto a província de Cantão. 

## Economia
Em 2022, Jing-Jin-Ji produziu ¥10 trilhão (US$1,5 trilhão ou US$2,4 trilhões em PPC) do PIB da China. A região tem sido tradicionalmente envolvida com as indústrias pesada e de manufatura. Os pontos fortes de Tianjin sempre foram as indústrias de aviação, logística e transporte. Pequim complementa a atividade econômica com a indústria petroquímica, educação e pesquisa e desenvolvimento. A área tem se tornado um importante aglomerado de crescimento para os setores automobilístico, eletroeletrônico, petroquímico, automotivo, software e de aeronaves, atraindo também investimentos estrangeiros em manufatura e serviços de saúde.
O governo central da China priorizou a integração de todas as cidades na margem da Baía do Bohai e a promoção do desenvolvimento econômico. Isso inclui a construção de uma ampla rede de telecomunicações, melhores rodovias, maior investimento em educação e ciência, além da exploração de recursos naturais ao largo do Bohai.
Nas últimas décadas, depósitos de petróleo e gás natural foram descobertos na costa da região de Jing-Jin-Ji, no mar de Bohai. 

### Áreas metropolitanas
| Área metropolitana                     | Chinês                                        | Cidades                                                  | População urbana |
| -------------------------------------- | --------------------------------------------- | -------------------------------------------------------- | ---------------- |
| Área metropolitana de Pequim           | 北京城市圈 Běijīng Chéngshì Quān              | Pequim, Huairou, Miyun, Pinggu, Yanqing                  | 16.858.692       |
| Área metropolitana de Tianjin          | 天津城市圈 Tiānjīn Chéngshì Quān              | Tianjin, Binhai, Baodi, Jinghai, Jizhou, Ninghe          | 10.277.893       |
| Área metropolitana de Shijiazhuang     | 石家庄城市圈 Shíjiāzhuāng Chéngshì Quān       | Shijiazhuang, Jinzhou, Xinji, Xinle                      | 3.823.504        |
| Área metropolitana de Baoding-Xiong'an | 保定雄安城市圈 Bǎodìng-Xióng'ān Chéngshì Quān | Baoding, Xiong'an, Anguo, Dingzhou, Gaobeidian, Zhuozhou | 3.056.000        |
| Área metropolitana de Tangshan         | 唐山城市圈 Tángshān Chéngshì Quān             | Tangshan                                                 | 2.237.317        |

## Cidades principais
Jingjinji inclui as municipalidades de Pequim, Tianjin, e a província de Hebei. As principais cidades nessas municipalidades e província são:
| Cidade              | Pinyin       | População (2010) | Foto | Informação | Mapa |
| ------------------- | ------------ | ---------------- | ---- | --- | ---- |
| Pequim 北京         | Běijīng      | 19.612.368       |      | Pequim é uma metrópole no norte da China e a capital da República Popular da China. Pequim é governada como um município sob administração direta do governo central. Pequim é a segunda maior cidade da China depois de Xangai, com mais de 17 milhões de pessoas em sua jurisdição. |      |
| Tianjin 天津        | Tiānjīn      | 12.938.224       |      | A terceira maior cidade da República Popular da China em termos de população urbana. Administrativamente, é um dos quatro municípios que têm status de nível provincial, reportando-se diretamente ao governo central. Sua área urbana é a terceira maior da China, ficando atrás apenas de Pequim e Xangai. |      |
| Baoding 保定        | Bǎodìng      | 10.029.197       |      | Baoding é a terceira maior cidade da província de Hebei, logo após Shijiazhuang e Tangshan . A cidade está localizada no centro do Triângulo Econômico Beijing-Tianjin-Shijiazhuang, com boas conexões de transporte e distância para as principais cidades próximas. A recém-criada Nova Área de Xiongan, que pretende ser uma metrópole moderna de alta tecnologia, ambientalmente sustentável e serve como um novo hub para alguns departamentos de administração. As bases de logística no norte da China estão dentro dos limites da cidade de Baoding. |      |
| Shijiazhuang 石家庄 | Shíjiāzhuāng | 9.547.869        |      | Shijiazhuang é a capital de Hebei, bem como a terceira maior cidade de Jingjinji, depois de Pequim e Tianjin. |      |
| Tangshan 唐山       | Tángshān     | 7.577.284        |      | Tangshan, uma cidade costeira ao longo da baía de Bohai e vizinha Tianjin, é a segunda maior cidade de Hebei, depois de Shijiazhuang. Também é conhecido pelo terremoto de 1976 em Tangshan. |      |
| Cangzhou 沧州       | Cāngzhōu     | 7.134.053        |      | Uma cidade no sudeste de Hebei, na costa da costa do mar de Bohai. Faz fronteira com Tianjin ao norte. |      |
| Langfang 廊坊       | Lángfāng     | 4.358.839        |      | Langfang está localizado entre Pequim e Tianjin e contém o enclave Sanhe, que é separado do resto de Hebei. |      |
| Zhangjiakou 张家口  | Zhāngjiākǒu  | 4.345,.491       |      | Uma cidade no noroeste de Hebei. Faz fronteira com Pequim a sudeste. |      |
| Chengde 承德        | Chéngdé      | 3.473.197        |      | Uma cidade no nordeste de Hebei, mais conhecida pelo Chengde Mountain Resort. |      |

## Transporte

### Ar

#### Principais aeroportos
- Aeroporto Internacional da Capital de Pequim
- Aeroporto Internacional Daxing de Pequim
- Aeroporto Internacional de Tianjin Binhai
- Aeroporto Internacional Zhengding de Shijiazhuang

#### Aeroportos regionais
- Aeroporto Nanyuan de Pequim
- Aeroporto Puning de Chengde
- Aeroporto Beidaihe de Qinhuangdao
- Aeroporto Sannühe de Tangshan
- Aeroporto Ningyuan de Zhangjiakou

### Estradas
Há diversas estradas importantes que atendem as rotas dentro da área de Jing-Jin-Ji. Isso inclui as seguintes vias expressas: 
- Via expressa de Jingjintang, de Pequim, passando pela área urbana de Tianjin, até Binhai / ADET
- Via expressa de Jinghu, da Ponte Jinjing Gonglu até Xangai (em conjunto com a via expressa de Jingjintang, esta é a via expressa de Pequim à cidade de Xangai)
- Via expressa de Jingshen, passando pelo distrito de Baodi em seu trajeto de Pequim à cidade de Shenyang
- Via expressa de Jingshi, de Pequim à Shijiazhuang
- Via expressa de Baojin, do distrito de Beichen, Tianjin, à Baoding, Hebei - conhecida em Tianjin como a Via expressa de Jinbao
- Via expressa de Jinbin, da ponte de Zhangguizhuang à ponte de Hujiayuan, ambos dentro de Tianjin
- Jinji Expressway, do centro de Tianjin ao condado de Jixian
- Via expressa do Laço da Área Capital G95

As seguintes seis rodovias nacionais da China passam por Tianjin: 
- Rodovia Nacional da China 102, através do Condado de Ji, Tianjin em seu caminho de Pequim para Harbin
- Rodovia Nacional da China 103, de Pequim, passando pela área urbana de Tianjin, até Binhai
- Rodovia Nacional da China 104, de Pequim, passando por Tianjin, até Fuzhou
- Rodovia Nacional da China 105, de Pequim, passando por Tianjin, até Macau
- Rodovia Nacional da China 112, rodovia circular ao redor de Pequim, passa por Tianjin
- Rodovia Nacional da China 205, de Shanhaiguan, Hebei, passando por Tianjin, até Guangzhou

### Trilhos de alta velocidade

#### Linhas ferroviárias interurbanas de alta velocidade
- Ferrovia Interurbana Beijing–Tianjin
- Ferrovia Interurbana Tianjin–Baoding

#### Outras linhas ferroviárias de alta velocidade
- Ferrovia de alta velocidade Pequim-Xangai
- Ferrovia de alta velocidade Pequim-Shenyang
- Ferrovia de alta velocidade Pequim-Shijiazhuang
- Ferrovia de alta velocidade de Tianjin-Qinhuangdao

#### Linhas ferroviárias de alta velocidade planejadas ou em construção
- Ferrovia interurbana Pequim-Zhangjiakou

### Ferrovias Suburbana
- Ferroviária Suburbana de Pequim
- Ferroviária Suburbana de Tianjin

### Sistemas de metrô
- Metro de Pequim
- Metro de Tianjin
- Metro de Shijiazhuang

### Veiculo Leve Sobre Trilhos
- Bonde de Tianjin